# Îles El Ikhwa
Les îles El Ikhwa (arabe : جزر الإخوة lit. iles de la fraternité) sont deux petites îles de la mer Rouge, dans le gouvernorat de la Mer-Rouge d'Égypte.

## Géographie
Elles sont situées à 67 km d'El Qoseir sur le continent,.
La caractéristique la plus importante des îles est le phare des îles El Ikhwa, construit par les Britanniques en 1883. La plus petite île se trouve à 1 kilomètre au sud de la grande.

## Plongée sous-marine
Les îles sont un site de plongée avec des coraux et deux épaves : Numidia et Aida. Les îles sont également réputées pour la présence de requins océaniques et les requins marteaux. Cependant, ils ne conviennent qu'aux plongeurs très expérimentés en raison de la position isolée des îles, des conditions de plongée difficiles et des courants très forts. Pendant la haute saison, il y a de nombreux bateaux de safari de plongée autour des deux îles.